# Unterzella
Unterzella is een nederzetting in de Duitse gemeente Vacha in het Wartburgkreis in Thüringen. De plaats wordt voor het eerst genoemd in 1191. De plaats was al in de 19e eeuw toegevoegd aan Oberzella. Samen met die plaats werd het in 1993 toegevoegd aan Vacha.